# Corydalis cataractarum
Corydalis cataractarum är en vallmoväxtart som beskrevs av Lidén. Corydalis cataractarum ingår i släktet nunneörter, och familjen vallmoväxter. Inga underarter finns listade i Catalogue of Life.